# GIUK

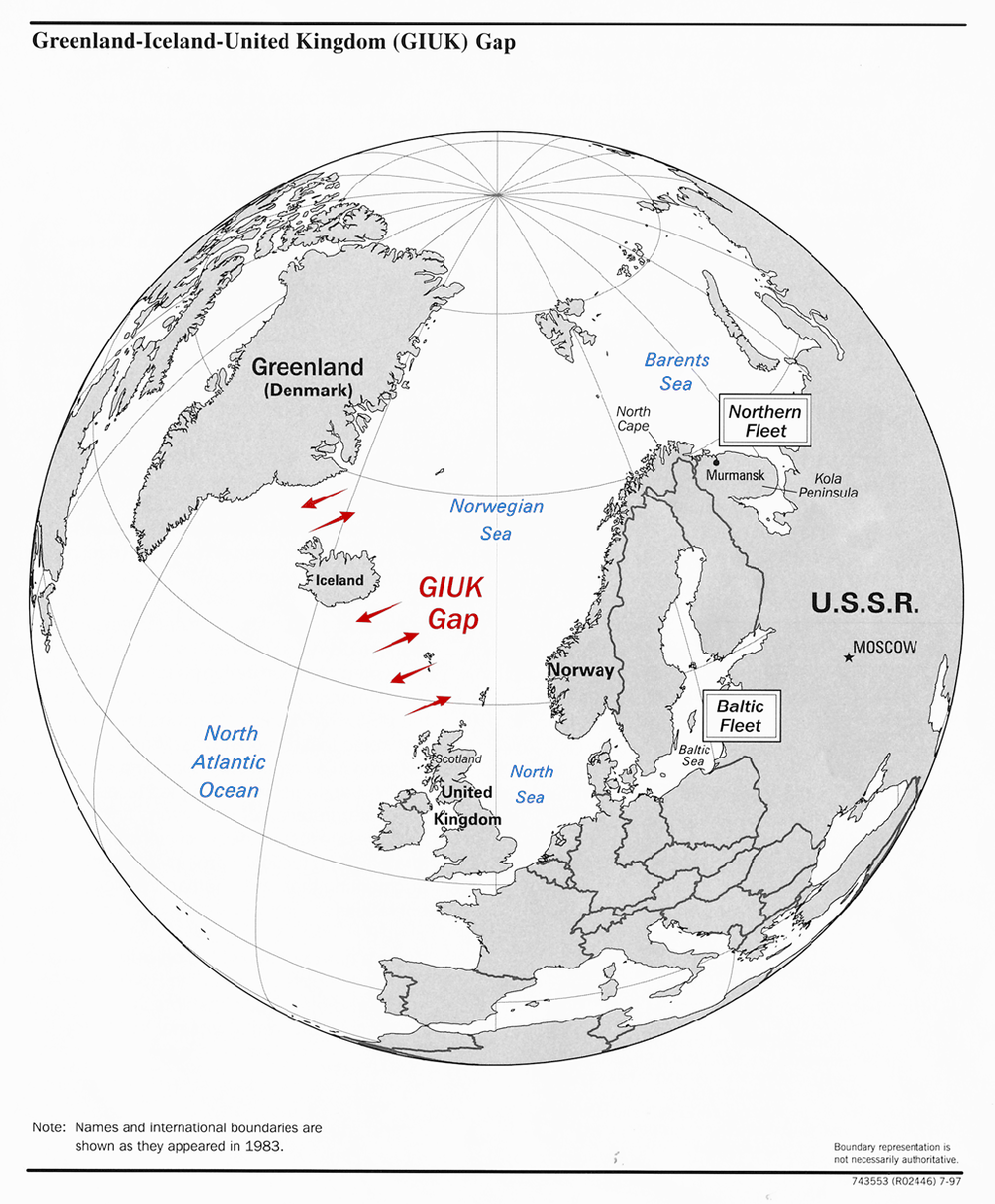
Mapa de localización.

El término GIUK, conocido también como GIUK gap (brecha), es un acrónimo militar en inglés de Greenland, Iceland y United Kingdom (Groenlandia, Islandia y Reino Unido). Hace referencia a un amplio sector septentrional del océano Atlántico que tuvo gran importancia estratégica en las dos guerras mundiales y especialmente durante Guerra Fría, por ser zona de contacto entre fuerzas aeronavales y submarinas de la OTAN y de la URSS.

## Segunda Guerra Mundial

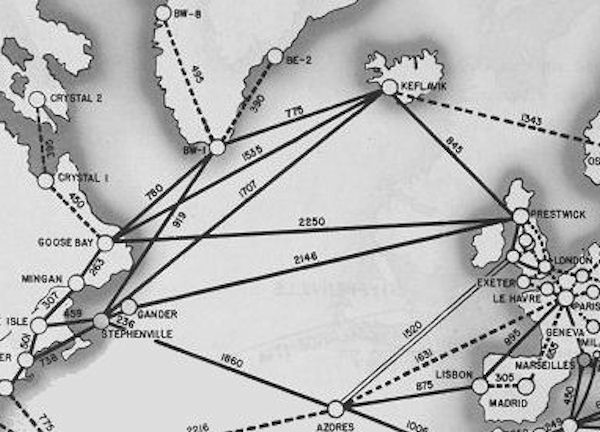
Ruta de traslado de aviones del Atlántico norte.

### Islandia
A Gran Bretaña no se le escapaba por su experiencia bélica el valor estratégico que podía tener Islandia en la guerra contra los submarinos alemanes. Dado que el gobierno islandés era neutral pero se acercaba más a Alemania que a los ingleses tras la caída de Dinamarca se decidió invadir Islandia después de rechazar esta una alianza con los británicos a cambio de mantener la independencia. En mayo de 1940 toda Islandia había sido conquistada por Gran Bretaña mediante la “Operación Fork”. Se creía que Hitler se proponía invadir Islandia al mismo tiempo que Noruega.
Islandia sufrió ocupación militar el resto de la Segunda Guerra Mundial. Las tropas británicas construyeron cuarteles y bases militares. Todos los ciudadanos de nacionalidad alemana fueron detenidos y enviados a campos de concentración en Inglaterra. Reino Unido se vio obligado en julio de 1941 a ceder la ocupación militar a los Estados Unidos, que llegó a tener 30 000 tropas estacionadas. EE. UU. creó una base naval y la isla vio como convoyes repletos de provisiones y armas recalaban en el puerto de Hvalfjord.
Durante la Segunda Guerra Mundial Islandia sirvió como enlace con la ruta de traslado de aviones militares del Atlántico Norte. Se calcula que unos 10 000 aviones aterrizaron en Islandia en ruta hacia los frentes en África del Norte y Europa. Este camino era conocido como «Snowball Route» («Ruta de la Bola de Nieve»). En noviembre de 1940 se comenzó el traslado aéreo de bombarderos comprados en EE. UU. a través del Atlántico Norte, desde Terranova hacia Escocia. Pronto se evaluó la costa oriental de Groenlandia para construir un aeródromo, y de allí volar hasta Islandia y Gran Bretaña.  

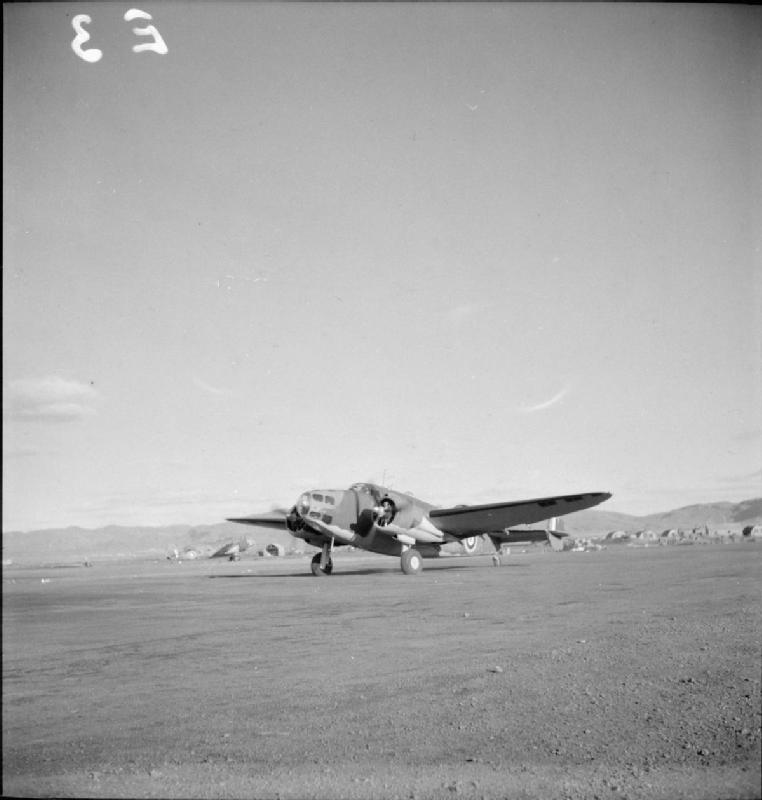
Un Lockheed Hudson del 269 Squadron de la RAF se dispone a despegar del aeródromo de Kaldadarnes para realizar una patrulla en busca de submarinos.

Keflavik era el único verdadero aeropuerto de la isla, ampliado por los ingleses durante su ocupación y base aérea de la RAF y posteriormente también de la US Navy desde 1941. Los escuadrones de aviones de patrulla marítima sufrieron las inclemencias del duro clima. Los dos aeródromos de la RAF, en Reykiavik y Kaldadarnes, fueron transferidos a las fuerzas estadounidenses de ocupación en julio de 1941. Al estar preparados para operar cazas y bombarderos ligeros estos aeródromos no era adecuados para el traslado aéreo en gran escala de los bombarderos pesados y fueron necesarias mejoras de las dos bases en 1942. Además se construyeron dos aeródromos más, Meeks Field y Patterson Field, comenzados en la primavera de 1942.

### Groenlandia
El embajador de Dinamarca en EE. UU., Henrik Kauffmann, firmó un acuerdo en abril de 1940, permitiendo construir bases y estaciones militares en Groenlandia. 'Bluie' fue el código militar utilizado por el Pentágono para referirse a Groenlandia y sus bases durante la Segunda Guerra Mundial. Groenlandia se convirtió en un núcleo de bases de operaciones muy importantes para dar apoyo logístico a Gran Bretaña y en la guerra contra los temibles submarinos que operaban en el Atlántico Norte.
EE. UU. creó en los fiordos groenlandeses una importante infraestructura de bases secretas. Hasta quince bases serían creadas a lo largo de todo Groenlandia para muy diversos usos. Algunas eran bases meteorológicas y de radio. Otras protegían centros de minerales estratégicos como la Bluie West-2 (minas de cobre) o la Bluie West-7 (minas de criolita, para aluminio). Otras eran bases de la ruta aérea que llevaba el nombre clave de Ruta Carmesí, también llamada North Atlantic Ferry Route. La ruta se empleaba para hacer llegar a Europa aviones nuevos y devolver a EE. UU. otros para su reparación. Los aviones militares volaban por ella desde Estados Unidos y Canadá a Gran Bretaña a través de una serie de bases aéreas ubicadas en Terranova, Groenlandia e Islandia.

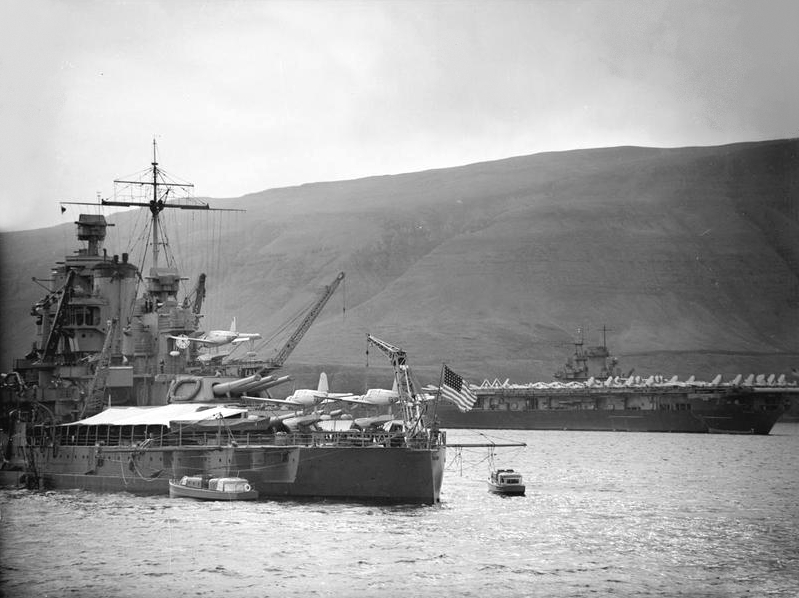
El acorazado USS Idaho (BB-42) y el portaviones USS Wasp (CV-7) fondeados en Hvalfjörður, octubre 1941. Antes de entrar en la guerra EE. UU. escoltaba convoyes mercantes entre EE. UU. e Islandia

Las dos principales bases eran Narsarsuaq, al sur y con código Blue West One (BW-1), y al norte en el fiordo de Kangerlussuaq la base Bluie West Eight (BW-8) que sirvieron como aeropuerto de transbordo hacia los frentes de África del Norte y Europa. La base Bluie West One (BW-1) estaba convenientemente ubicada a medio camino entre Goose Bay y Reykiavik, lo cual hacía posible también mover aviones de caza a lo largo de la ruta. Bluie West Eight
(BW-8) fue creaada como alternativa para los aviones que se movían desde Goose Bay hacia Islandia cuando el mal tiempo hiciera imposible el aterrizaje en BW-1, o bien cuando sus instalaciones estuvieran sobrecargadas.
En julio de 1942 el primer avión de la VIII Fuerza Aérea de la USAAF realizó el camino hasta Inglaterra. A finales de agosto 164 P-38, 119 B-17 y 103 C-47 ya habían cruzado el Atlántico a través de la ruta Norte. Les seguirían cientos de aviones de la VIII y la XII Fuerzas Aéreas, hasta 920 aviones en enero de 1943. Solo se tuvieron 38 bajas en la ruta en ese tiempo. La ruta del Atlántico Norte se cerraba en diciembre y se esperaba hasta primavera para la reapertura. En la segunda campaña, en 1943, la frecuencia en la ruta aumentó y más de 3000 aviones emplearon la ruta del Atlántico Norte. En invierno de 1943 la ruta no se cerró totalmente y unos 300 bombarderos al mes cruzaron el Atlántico. Desde enero de 1944 hasta el fin de la guerra, alrededor de 7000 aviones cruzaron el Atlántico Norte.
Groenlandia era un punto estratégico para poder recabar información sobre la evolución meteorológica en el Atlántico Norte y el Teatro Europeo. Los buques pesqueros locales, la “Patrulla Sirius”, barrían la costa de Groenlandia para localizar e inutilizar las estaciones secretas establecidas por los nazis con objeto de recabar información muy valiosa sobre la evolución meteorológica en el Atlántico Norte y el Teatro Europeo. La base Bluie East-5, en Myggbukta fue tomada por este motivo por comandos alemanes en 1943, y luego destruida por un bombardeo de la USAAF.

## Guerra Fría

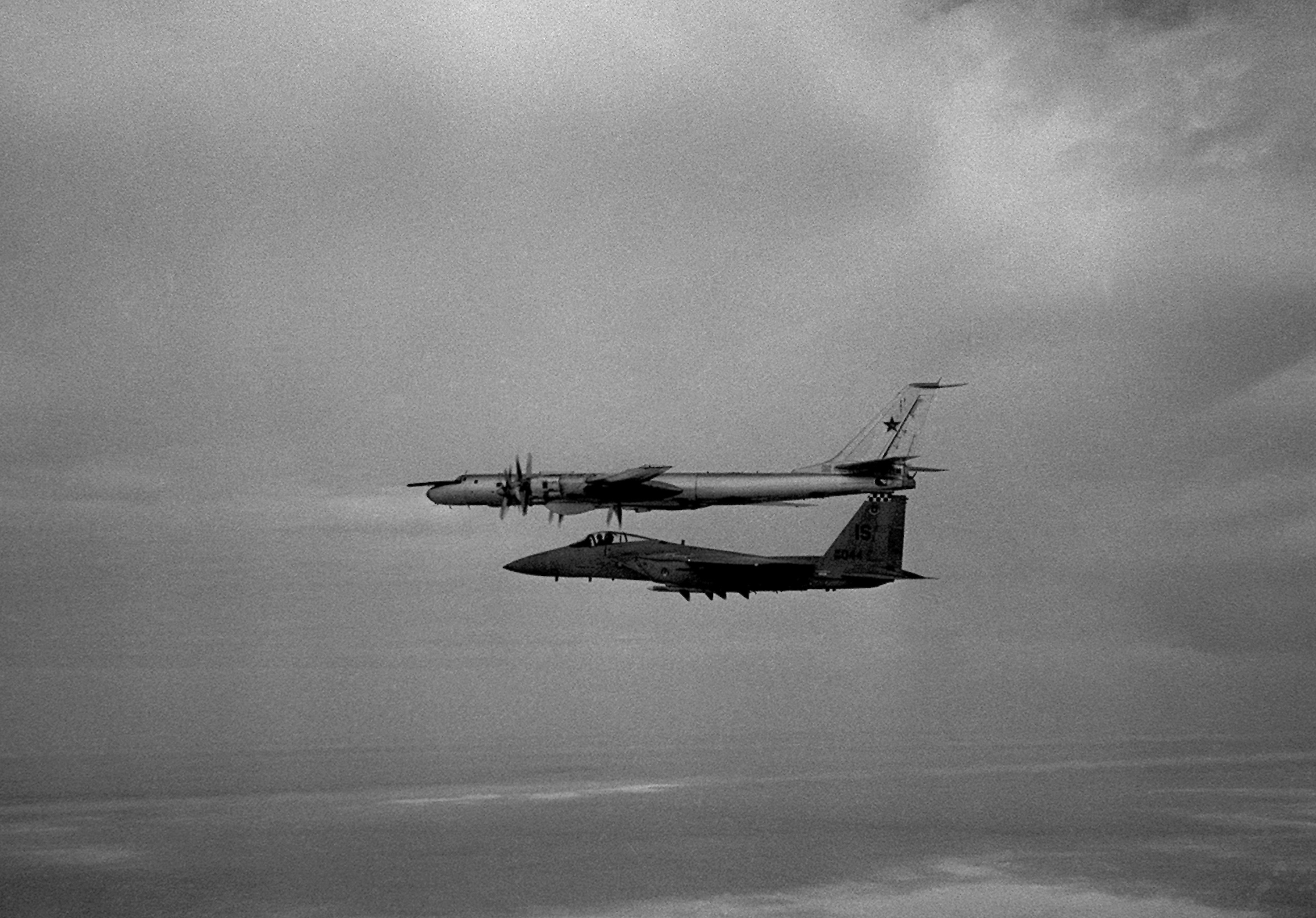
McDonnell Douglas F-15C Eagle del 57th Fighter Interceptor Squadron, basado en Keflavik, intercepta un Tupolev Tu-95 Bear D en 1987.

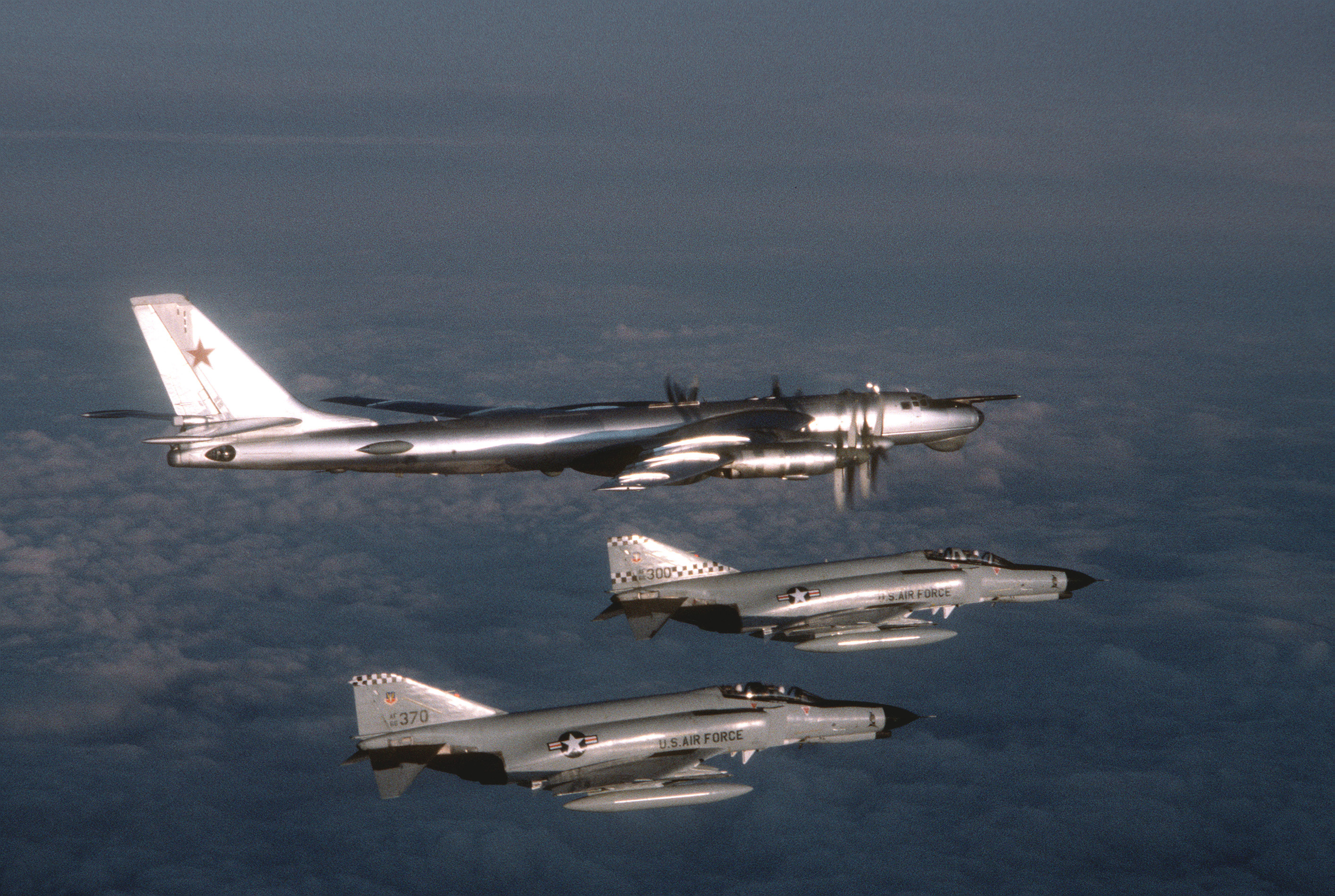
Una pareja de F-4E del 57th Fighter Interceptor Squadron intercepta a un Tu-95 Bear D sobre el Atlántico en 1980.

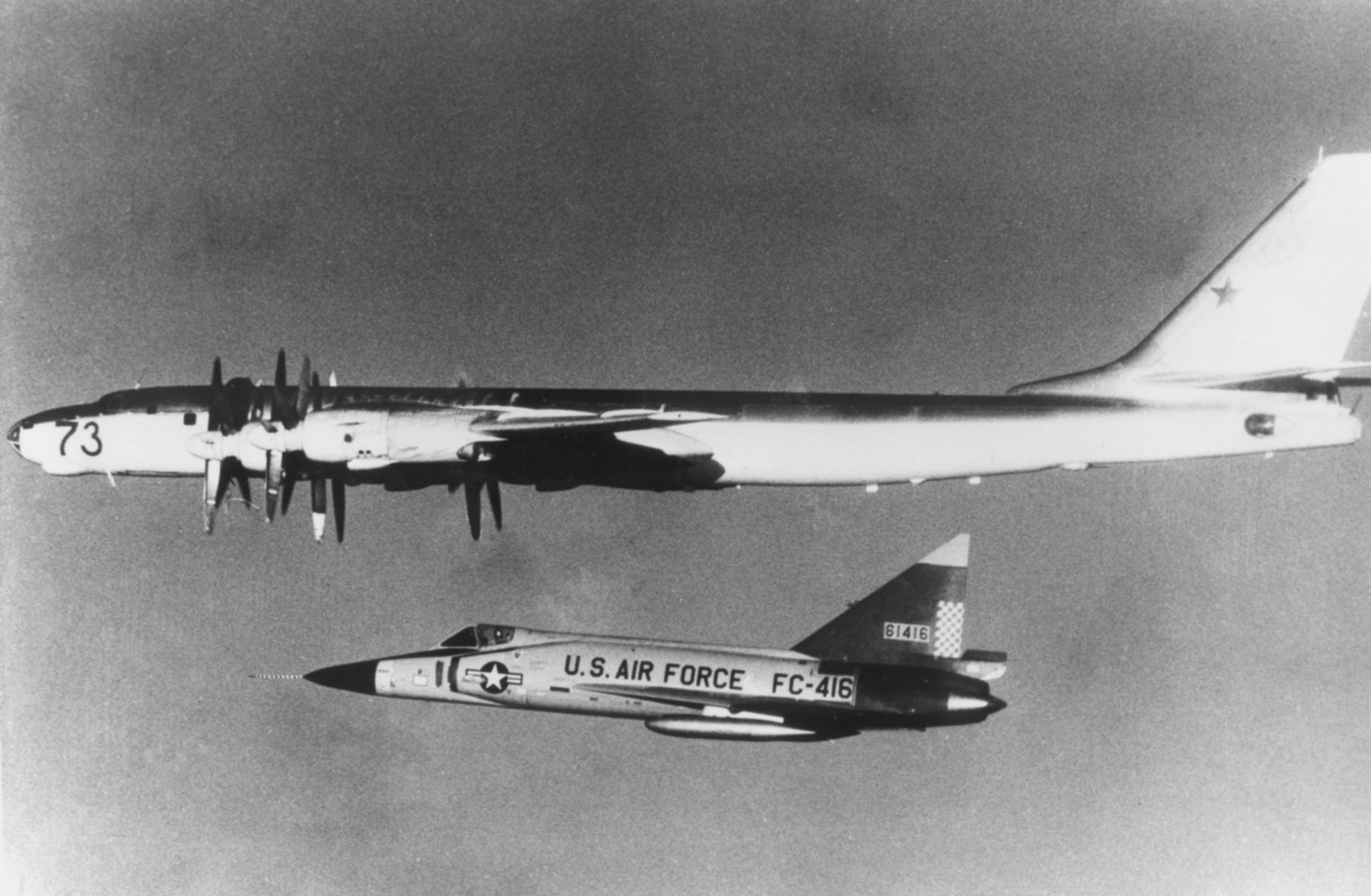
Un Convair F-102A Delta Dagger del 57th Fighter Interceptor Squadron intercepta un Tu-95 en 1970.

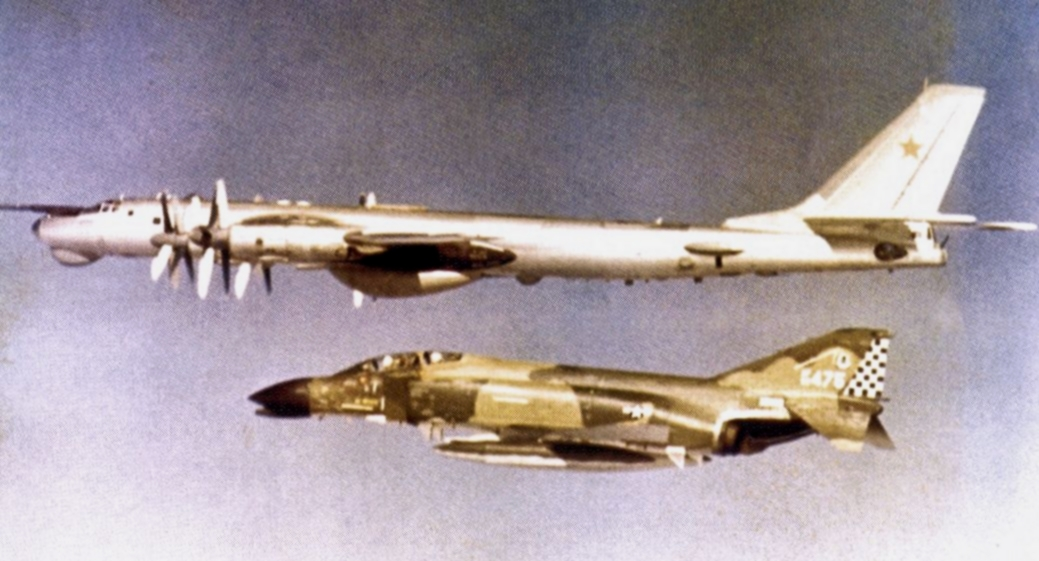
Un F-4C del 57th Fighter Interceptor Squadron intercepta a un Tu-95 sobre el Atlántico norte en 1973.

Desde Islandia, la OTAN podía controlar las rutas aéreas y marítimas en el Atlántico Norte.
La OTAN pronto comprendió que los barcos y submarinos de la URSS para llegar al Atlántico Norte tenían que pasar por estrecho entre Groenlandia, Islandia y el Reino Unido. Los estrategas de la OTAN comprendieron que debía convertirse en un cuello de botella donde aniquilar al enemigo y para ello se destinaron dinero y recursos para lograr el fortalecimiento de la capacidad antisubmarina, inteligencia, vigilancia y reconocimiento en la zona.
La GIUK, por tanto, adquirió un papel destacado en la estrategia naval durante los años que duró la Guerra Fría al ser la principal vía de salida de los submarinos soviéticos desde la península de Kola.
La vulnerabilidad en caso de guerra total de los convoyes de refuerzo norteamericanos con destino a Europa fue el principal motivo de preocupación para la OTAN. Inicialmente también los SSBN rusos, que debían cruzar la zona para tener sus objetivos en zona de tiro de sus misiles. La defensa pasiva consistió en una avanzada red de escucha y detección submarina denominada SOSUS. La continua presencia naval norteamericana estaba apoyada por varias bases aeronavales cercanas.
Por otro lado, la Marina Real Británica fundamentó su doctrina defensiva, además de en la disuasión nuclear, en la creación de una avanzada flota de guerra antisubmarina. Esta se basó en el despliegue de portaaviones clase Invencible para aeronaves STOVL (despegue corto y aterrizaje vertical) y helicópteros Sea King especializados en la búsqueda y ataque a submarinos. Además se incluían fragatas Type 23 con armamento antisubmarino y un helicóptero embarcado que escoltaba a la flota y realizaba misiones de patrulla.
Islandia constituía el mejor puesto de observación para vigilar los movimientos de la flota soviética del Norte y un punto clave para la protección de la franja GIUK. Como consecuencia, EE. UU. estableció la base aeronaval de Keflavik, y mediante el acuerdo con Islandia firmado en 1951 el contingente militar norteamericano desplazado en Islandia se convertía prácticamente en las fuerzas armadas islandesas o Icedefor (Iceland Defense Force). En Keflavik operaba en los años 1980 un escuadrón de patrulla marítima (12 P-3C), otro de cazas F-15 (18 aparatos) y un destacamento de AWACS E-3 Sentry. La marina y la fuerza aérea de Estados Unidos desarrollaron una doctrina táctica conjunta, los F-15 proporcionaban superioridad aérea para permitir que los P-3 realizaran libremente la guerra antisubmarina. Adicionalmente los aviones de patrulla marítima de la OTAN basados en Keflavik y Escocia peinaban la zona buscando submarinos con base en los datos proporcionados por SOSUS y los buques SURTASS.
La doctrina soviética para superar el hipotético bloqueo occidental incluía la presencia de submarinos nucleares de ataque y aviones de patrulla marítima de largo alcance como el Tu-95. Para contrarrestar el poder de ataque de un submarino nuclear en el Atlántico Norte se creó el sistema SOSUS, para la localización de submarinos mediante hidrófonos. El 65 % de la fuerza submarina soviética, equipada con proyectiles nucleares de alcance medio y largo estaba asignada a la flota del Norte. Por tanto, era esencial para los rusos poder cruzar la zona sin ser detectados.
La URSS desarrolló diversos sistemas de armas para amenazar la línea de comunicaciones marítima atlántica, como los bombarderos Tu-22M Backfire y submarinos lanzamisiles antibuque clase Óscar.
A partir de finales de los años 70, los soviéticos comenzaron a centrarse en proteger sus SSBNs, creando los llamados "bastiones" en los que buques de superficie, aviones de patrulla marítima y otros submarinos protegían a los submarinos lanzamisiles, que al contar con misiles de más alcance ya no necesitaban acercarse a las costas de EE. UU. Además se buscaba impedir que los portaaviones de la OTAN pudieran atacar las bases de la península de Kola. Por tanto, a finales de los 80 la OTAN cambió la estrategia en la zona a una más agresiva, buscando a los soviéticos en sus aguas territoriales. GIUK se convirtió en la línea de salida de la OTAN para cazar submarinos.